# Charinus santanensis
Espèce
Charinus santanensis est une espèce d'amblypyges de la famille des Charinidae.

## Distribution
Cette espèce est endémique de Bahia au Brésil. Elle se rencontre à Santana dans la grotte Gruta do Padre.

## Description
Les mâles mesurent de 8,95 à 12,55 mm, leur carapace de 2,98 à 4,57 mm de long sur de 3,70 à 5,64 mm.

## Étymologie
Son nom d'espèce, composé de santan[a] et du suffixe latin -ensis, « qui vit dans, qui habite », lui a été donné en référence au lieu de sa découverte, Santana.

## Publication originale
- Vasconcelos & Ferreira, 2017 : « Two new species of cave-dwelling Charinus Simon, 1892 from Brazil (Arachnida: Amblypygi: Charinidae). » Zootaxa, no 4312(2), p. 277–292.